# JAZZ-21
金沢ジュニアジャズオーケストラJAZZ-21(ジャズ21)は、日本を代表するジュニア・ジャズ・ビッグバンド(ジャズ・オーケストラ)である。
石川県金沢市を拠点とし、地元の中高生らで構成されている。
英語表記は「Kanazawa Junior Jazz Orchestra JAZZ-21」、略称は「JAZZ-21」。

## 結成
音楽を通した子どもの育成講座として、2005年5月に結成。「JAZZ-21」という名は、「21世紀にジャズを演奏する素敵なこども達」という意味を込めてつけられた。

## 活動
金沢市民芸術村を拠点に活動。
金沢市を始め、全国各地・海外でも演奏活動を行なっており、金沢ジャズストリートや横浜ジャズプロムナードなどのイベントや各種コンサートにも参加している。また、著名なミュージシャンやアーティストとも共演した経験を持つ。
毎年春には、メンバーの提案で始まった東日本大震災復興支援ライブを開催し、集めた義援金は被災地に送っている。
また、姉妹都市であるベルギーヘント市や米国バッファロー (ニューヨーク州)、友好都市である東京都板橋区や同目黒区とも、現地に行って演奏するなどして積極的に交流している。

### 主な参加イベント
- 東日本大震災復興支援ライブ
- 国際連合教育科学文化機関(ユネスコ)インターナショナルジャズデイ (於・金沢市役所前広場)
- My Favorite Jazz (於・金沢港、石川県政記念しいのき迎賓館)
- サマージャズキャンプ・ビッグバンドワークショップ (於・金沢市俵芸術交流スタジオ(旧俵小学校))
- 金沢ジャズストリート
- JAZZ GATE (金沢ジャズ連盟主催、於・金沢市文化ホール)
- ジャズざんまい　(成果発表コンサート、於・金沢市民芸術村)
- ジュニアジャズフェスティバル[1]　(新型コロナウイルスの影響で中止となった金沢ジャズストリート2020の代替イベント)
- KANAZAWA JUZZ PLUS[2]　(新型コロナウイルスの影響で中止となった金沢ジャズストリート2020の代替イベント)

### 共演アーティスト(一部)
- 猪俣猛 (ジャズドラマー、JAZZ-21元特別顧問)
- 小曽根真 (ピアニスト)
- エリック・ミヤシロ (トランペッター)
- 岡部洋一 (音楽家)
- 佐藤允彦 (ピアニスト)
- 仙道さおり
- 村上秀一 (ジャズドラマー)
- 挾間美帆 (ジャズ作曲家)
- 山下洋輔 (ジャズピアニスト)
- patrick bartley jr. (サックス奏者)
- 山野之義 (金沢市長、金沢ジャズストリートにてテナーサックスでゲスト出演)